# Mouvement indépendant de rénovation absolue
Le Mouvement indépendant de rénovation absolue (en espagnol : Movimiento Independiente de Renovación Absoluta) est un parti politique de Colombie. Il est considéré comme le plus ancien parti évangélique de l'Amérique du Sud. Il participe au Sénat et à la Chambre du Congrès de la république de Colombie, étant la huitième force politique du pays.

## Histoire
Il a été fondé le 21 mars 2000 par 51 095 colombiens dirigés par le pasteur de l'Église de Dieu Ministérielle de Jésus-Christ Internationale, avocat et ancien sénateur Carlos Alberto Baena et Alexandra Moreno Piraquive.